# História das escavações de Pompeia

A História das escavações de Pompeia tem início nos Séculos XVIII e XIX. Por muitos séculos toda a cultura material de Pompeia foi intocada, até que o início das escavações em 1748 findaria com o marasmo da cidade preservada. Em 1738, a área Vesuviana de Herculano começou a ser explorada. Dez anos mais tarde, houve o início a escavação de Pompeia, ainda interpretada como a cidade de Estábia. No entanto, os ganhos com a empreitada não foram satisfatórios, e a escavações da cidade foram abandonadas. A exploração só retornaria sete anos depois, em 1755, e somente em 1763 os exploradores descobriram que o sítio que estavam escavando se tratava de Pompeia, e não da cidade de Estábia como se acreditava.
As primeiras escavações de Pompeia foram feitas no século XVIII e XIX, e a realeza e outros dignatários estavam presentes quando se tornou pública a descoberta dos esqueletos dos habitantes romanos.Essas escavações foram feitas na antiga cidade romana que foi destruída pela erupção do Vesúvio em 79 d.C. No entanto, em meio à destruição, as cinzas do vulcão Vesúvio conservaram os corpos dos que estavam presentes naquele dia de 25 de Agosto de 79 D.C. Na década de 1770, uma gravura de um seio feminino foi encontrada em uma grande casa (conhecida como Vila de Diomedes) nos arredores da muralha da cidade; este seio tornou-se atração turística e inspiração para o romance de Théophile Gautier, escrito em 1852, Arria Marcella, lembrança de Pompeia.

## Período das escavações de 1748 a 1765

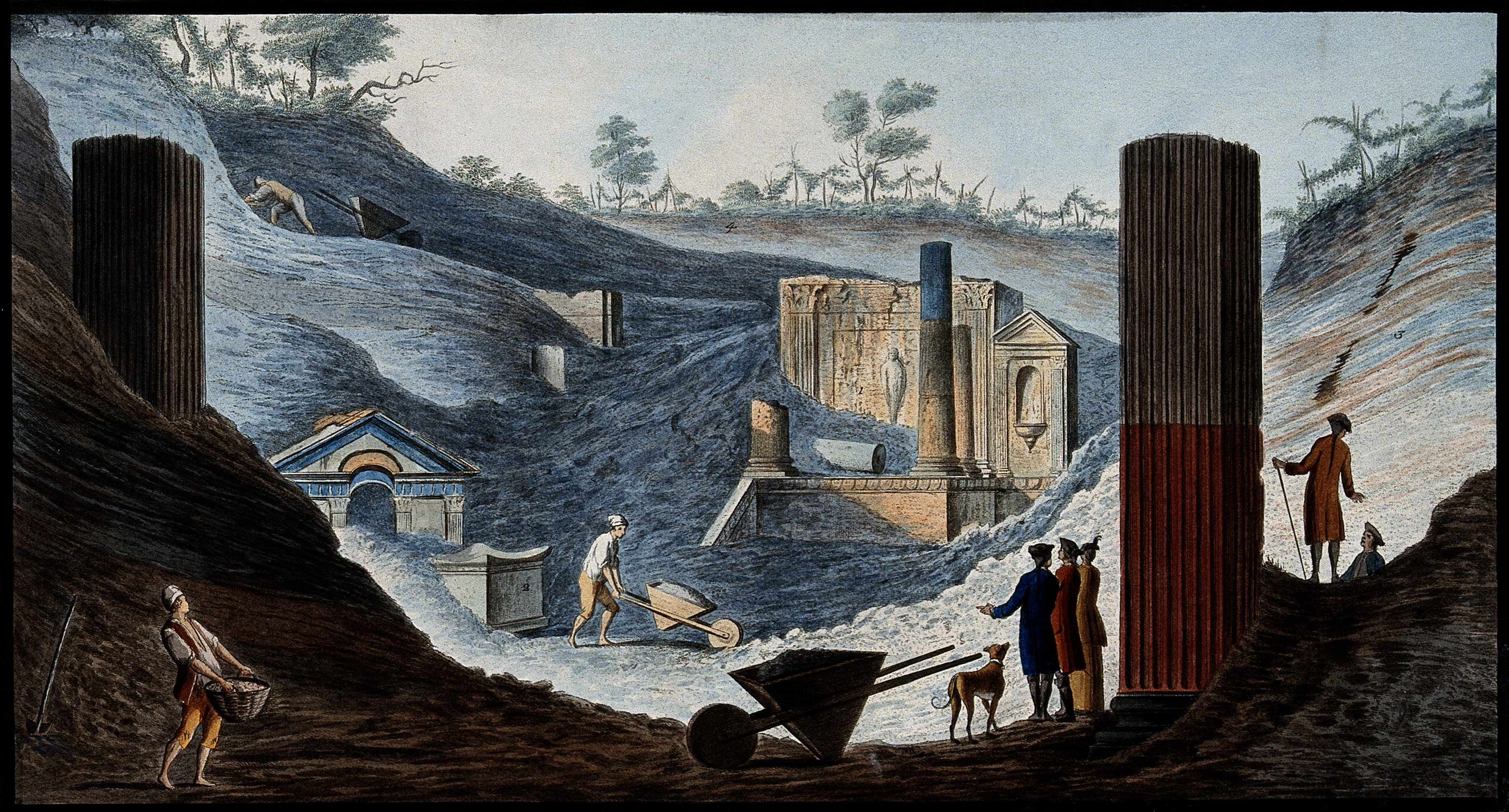
Descoberta do Templo de Ísis, gravura do séc. XVIII

O  monarca Carlos III da Espanha, Rei das Duas Sicílias, foi um grande financiador das escavações de Pompeia. Com a ajuda de Rocco Gioachinno de Alcubierre, um engenheiro, faz grandes descobertas sobre a arquitetura das cidades de Herculano e Pompeia. Com o apoio do abade napolitano Martorelli, um primeiro canteiro de escavações é aberto em 1748, a 200 metros do Templo da Fortuna. No entanto, Alcubierre abandona o canteiro pouco tempo depois para concentrar os esforços em Herculano. Em 1754 as escavações retomam, e em 1763, após a descoberta de uma inscrição, é tomada a ciência do verdadeiro nome da cidade, Pompeia.
Os Vices Reis Napolitanos administravam as escavações de poços e galerias em busca de tesouros para exportar aos castelos de Viena. Nessa época, a Áustria dominava a Itália Meridional através dos vices-reis napolitanos. Os primeiros anos das escavações tiveram como objetivo a busca por materiais considerados como obras de arte, os exploradores não se importavam com as destruição causada nas paredes cobertas de pinturas, as retiradas de estruturas e a falta de cuidados com a preservação da cidade. É importante ressaltar que a arqueologia como uma ciência ainda não existia, o que havia até então era especialistas em antiquários que estudavam objetos antigos.  As coleções privadas eram os grandes destinos dos materiais coletados, incluindo estruturas arquitetônicas e pinturas parietais. Os objetos considerados de maior valor foram adicionados à coleção privada de Carlos III, ou Carlos de Bourbon, e os demais objetos que não foram classificados de grande valor deveriam ser destruídos para que não parassem em "mãos erradas".
Embora muitos autores, como Christopher Charles Parslow, entendam que o período de escavações de Carlos III fosse uma simples época de roubos de peças e destruição da cidade, Antônio Varone faz uma contraposição sobre esse perspectiva. Segundo Varone, a prática de colecionismo era comum na época, todavia mesmo que as cenas de destruição sejam angustiantes, a mesma não deve ser criticada negativamente mas sim compreendida dentro do contexto cultural do século XVIII.  Além disso, Carlos III criou a Academia de Herculano, com o objetivo de fomentar as visitas ao sítio arqueológico de Pompeia. Nesse mesmo período foram descobertos  a Vila de Cícero, a Porta de Herculano, o Sepulcro e a Vila de Diomedes, os Teatros, o Fórum Triangular e o Templo de Ísis.
Os primeiros cuidados com a preservação das escavações têm início a partir de 1763, com a proibição da prática de demolição por Carlos III. Em 1764, os procedimentos em relação às escavações e conservação da cidade foram aperfeiçoados. Estruturas arquitetônicas não podiam ser mais retiradas, e o principal objetivo das escavações nesse momento era a exposição das antigas construções, como casas, lojas e templos. Nesse momento, os objetos recém descobertos de menor destaque, em sua maioria, fariam parte do acervo do Museu Real, onde se tornariam objetos de pesquisa. No entanto, é importante destacar que muitos objetos tiveram destinos para coleções privadas ou mesmo para outros museus, como o caso da coleção da imperatriz Teresa Cristina, no Museu Nacional do Rio de Janeiro, dado que muitas peças vesuvianas foram recebidas em seu dote de casamento.

## Período das escavações de 1770 a 1815

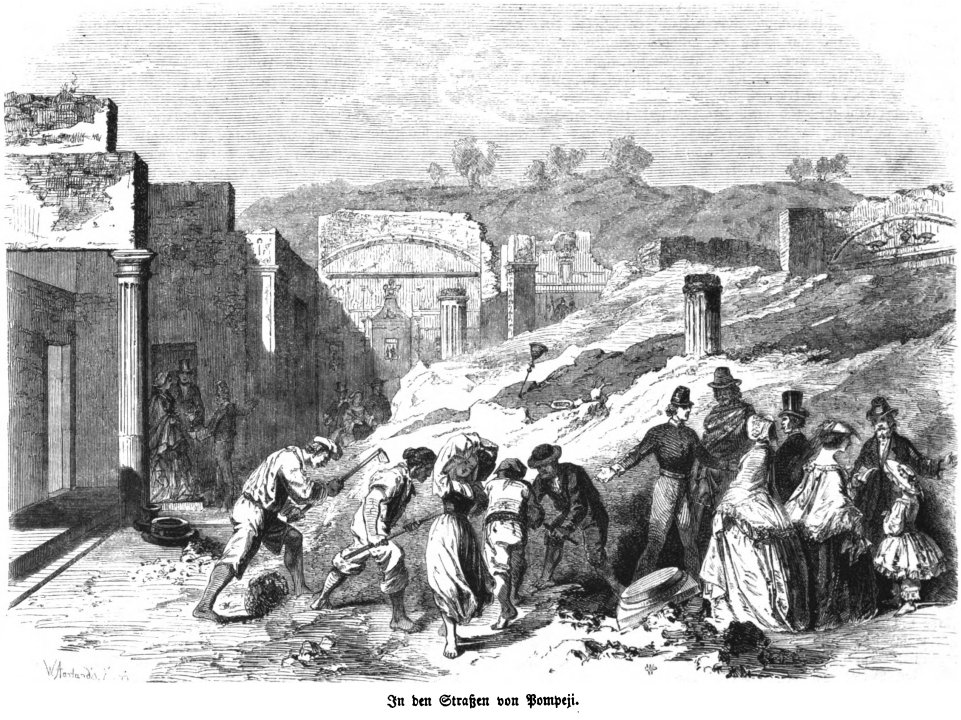
Visitantes nas escavações de Pompeia, séc. XIX

Nesse período, as escavações se aceleram. Caroline, filha de Maria Teresa da Áustria, se casa com Ferdinando I, e se interessa pelas escavações, levando seu pai. A vila de Diomedes é descoberta em 1771 e, em dezembro de 1772, são descobertos 18 corpos em seu corredor subterrâneo. Entre esses corpos, é descoberta uma jovem moça que inspirará Théophile Gautier em seu romance, Arria Marcella, lembrança de Pompeia, em 1852. Em 1798, o general francês Championet ocupa Nápoles e retoma as escavações. Em 1806, José Bonaparte, encarrega a Christophe Saliceti a direção dos trabalhos, especialmente a escavação da Casa de Salústio. Em 1808, Joaquim Murat e a rainha Caroline, filha de Napoleão I, se tornam soberanos do Reino de Nápoles. Como eram entusiastas da arqueologia, financiam com recursos pessoais as escavações. Nesse período foi descoberta a muralha próxima à rua consular, e os trabalhos de escavação se concentraram também no anfiteatro e na Basílica.Com o fracasso da campanha napoleônica na Batalha de Waterloo, a antiga dinastia retorna e os trabalhos das escavações ficam mais lentos. O arqueólogo Antônio Bonnucci chegou a trabalhar com apenas 13 escavadores.

## As técnicas arqueológicas

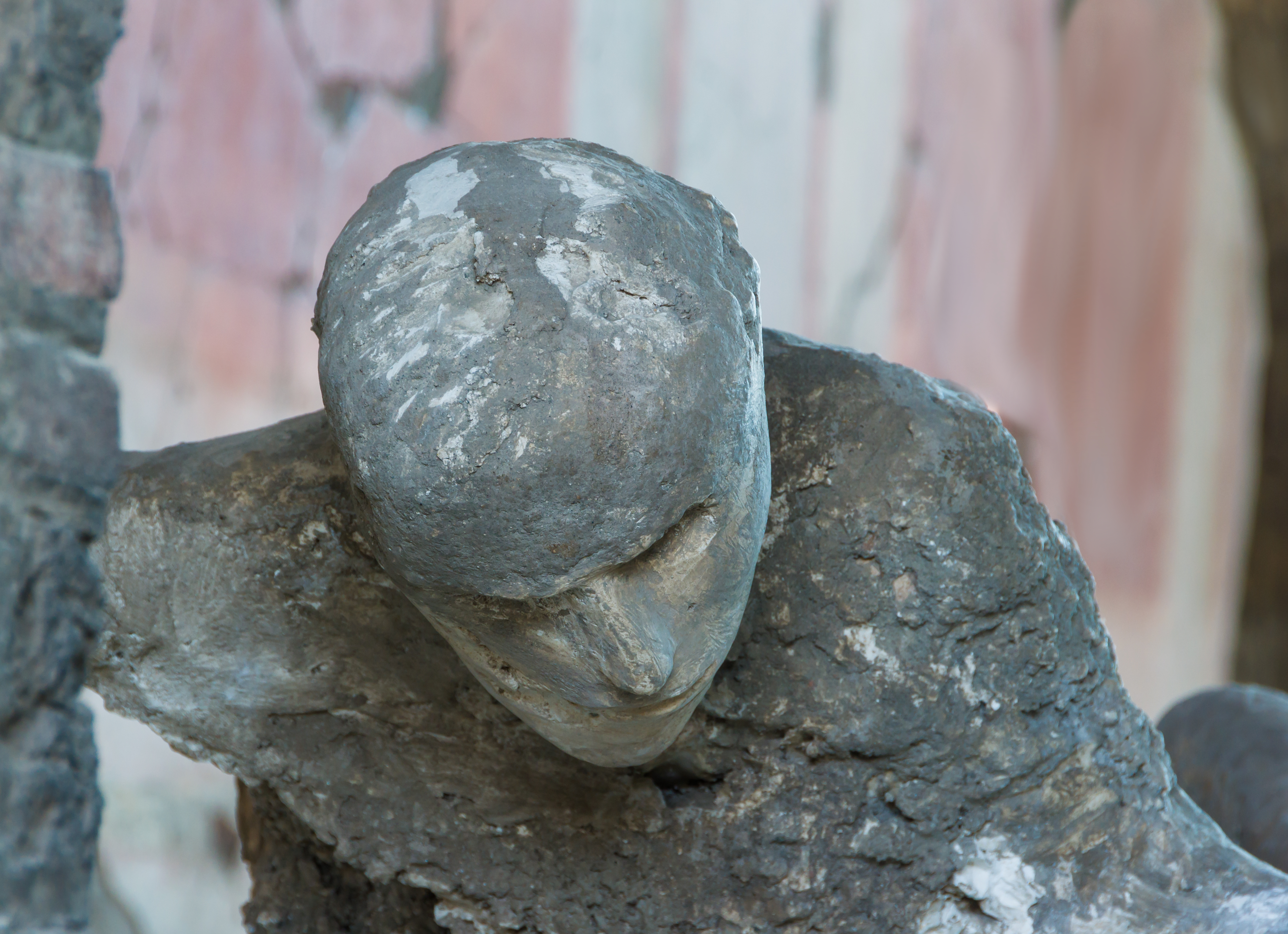
Molde de gesso envolvendo uma vítima da erupção

As técnicas arqueológicas usadas nas escavações de Pompeia foram se aperfeiçoando ao passar dos séculos. Em 1860 o então diretor das escavações, Guiseppe Fiorelli, divisou um sistema para preservar os cadáveres encontrados, preenchendo com gesso as cavidades encontradas em meio às cinzas, o que revelou em detalhes as feições das pessoas que morreram na erupção do Monte Vesúvio. Os detritos sólidos permitiram aos escavadores ver a forma completa dos mortos, desde suas roupas até os cabelos moldados pela lava. Os arqueólogos revelam um fim de vida mórbido para as vítimas de Pompeia, com descrições sombrias dos estertores da morte e da quantidade de corpos atingidos pelo fluxo piroclástico.